# 仮面 (雑誌)
『仮面』（かめん）は、1946年に刊行が開始された日本の探偵小説誌。1948年2月以前の雑誌名は『ぷろふいる』。
1933年から1937年まで刊行された第1次『ぷろふいる』の誌名を引き継ぎ、1946年7月に再刊第一号が刊行された。4か月に1冊ほどのペースで5冊刊行されたのち、1948年2月に『仮面』に改題し、以降はほぼ月刊のペースで7冊（本誌4冊、増刊3冊）刊行された。1948年8月の臨時増刊が最終号となった。なお、同時期を代表する探偵小説誌である『宝石』が創刊されたのは、第2次『ぷろふいる』刊行開始の3か月前の1946年4月である。
編集長は、第1次『ぷろふいる』で編集に携わった九鬼澹（後に九鬼紫郎に改名）が務めた。第1次『ぷろふいる』の出資者だった熊谷晃一（本名・熊谷市郎）が出版活動を再開して復刊したとの記述もみられるが、一方で、熊谷晃一はこの第2次『ぷろふいる』には関わっていないという証言がある。1983年に行われたインタビューで熊谷は「戦争最中にね、わしゃこっちに逃げてきたけどその時分に金、あらしまへんやろ。ほんでもう権利ゆずったん。そやさかいもう『ぷろふいる』ゆう名前は私は使えまへんわ」と発言している。
九鬼澹のユーモア本格『豹介シリーズ』や、角田喜久雄と海野十三の共有ペンネームである青鷺幽鬼（あおさぎ ゆうき）名義の短編小説などが掲載された。新人では、水上幻一郎をデビューさせている。

## 書誌情報
- 『ぷろふいる』第一号、熊谷書房、1946年7月5日
- 『ぷろふいる』第二号、熊谷書房、1946年12月1日
- 『ぷろふいる』第二巻 第一号、熊谷書房、1947年4月1日
- 『ぷろふいる』第二巻 第二号、熊谷書房、1947年8月10日
- 『ぷろふいる』第二巻 第三号、ぷろふいる社（神戸）、1947年12月10日
- 『仮面』第三巻 第一号、ぷろふいる社（東京）、1948年2月1日
- 『仮面』第三巻 第二号、ぷろふいる社（東京）、1948年3月20日
- 『仮面』春の増刊、ぷろふいる社（東京）、1948年4月15日
- 『仮面』第三巻 第三号、ぷろふいる社（東京）、1948年5月1日
- 『仮面』第三巻 第四号、ぷろふいる社（東京）、1948年6月1日
- 『仮面』夏の増刊、ぷろふいる社（東京）、1948年6月15日
- 『仮面』臨時増刊、八千代書院、1948年8月1日

※出典：山前譲 編 『「ぷろふいる」「仮面」総目次』

## 関連書籍
以下の書籍はタイトルは『「黒猫」傑作選』だが、雑誌『黒猫』以外に、『トップ』、『ぷろふいる（仮面）』、『探偵よみもの』の掲載作も再録している。『ぷろふいる（仮面）』関連のものを示す。
- ミステリー文学資料館編『甦る推理雑誌2 「黒猫」傑作選』（光文社文庫、2002年）
  - 小説再録
    - 九鬼澹「豹助、町を驚ろかす」（1946年7月）
    - 青鷺幽鬼（角田喜久雄）「能面殺人事件」（1947年4月）
    - 青鷺幽鬼（海野十三）「昇降機（エレベーター）殺人事件」（1947年8月）
    - 小熊二郎「湖畔の殺人」（1947年8月）

  - 随筆再録
    - 山本禾太郎「探偵小説思い出話」（1946年7月）
    - 九鬼澹「甲賀先生追憶記」（1946年7月）
    - 城昌幸「二十年前」（1946年12月）
    - 海野十三「小栗虫太郎の考えていたこと」（1946年7月）

  - その他
    - 山前譲「どこかモダンな雰囲気漂う「黒猫」」
    - 山前譲編「「ぷろふいる」「仮面」総目次」
    - 山前譲編「「ぷろふいる」「仮面」作者別作品リスト」